# Rycerski Zakon Krzyża i Miecza
Rycerski Zakon Krzyża i Miecza – polska tajna organizacja o charakterze katolickim i moralnym skupiająca wojskowych, działająca w końcowym okresie II Rzeczypospolitej i w pierwszych latach okupacji niemieckiej.

## Okres II Rzeczypospolitej
Inicjatorem powołania Rycerskiego Zakonu Krzyża i Miecza był kpt. dypl. pil. Władysław Polesiński. Bezpośrednim impulsem było dramatyczne wydarzenie, które miało miejsce w 1934 r. 28-letni W. Polesiński, wówczas pilot wojskowy w 2. Pułku Lotniczym w Krakowie, wracał samolotem z lotu ćwiczebnego ze Lwowa na macierzyste lotnisko. Podczas lądowania doszło jednak do awarii, samolot spadł na ziemię, paląc się. W. Polesiński usłyszał rzekomo głos, który kazał mu natychmiast oddalić się, po czym samolot eksplodował. Dowiedział się on później, że jego żona w tym czasie modliła się za niego, polecając go opiece Maryi. 
Kapitan W. Polesiński zaczął gromadzić wokół siebie grupę młodych oficerów różnych rodzajów broni, którzy w 1937 r. napisali w „Polsce Zbrojnej” cykl artykułów, określających podstawy nowego ruchu. Głosili ideę wykształcenia silnych charakterów, nowej elity, czegoś w rodzaju nowoczesnego rycerstwa i wychowania „mocnego człowieka” o żarliwej wierze i gotowości do jak najwierniejszej służbie Polsce. Celem tego miało być dokonanie swoistej „sanacji moralnej”, powstrzymanie upadku moralności i kultury. W 1938 r. inicjatywa została sformalizowana poprzez oficjalne powołanie Rycerskiego Zakonu Krzyża i Miecza, na którego czele stanął kpt. dypl. W. Polesiński. Wśród jego członków byli m.in. ppor. pil. Jerzy Maringe i rtm. Jan Włodarkiewicz. Do działaczy Zakonu należeli też Ludwik Stach, Andrzej Niesiołowski, Kazimierz Goszczyński, Jerzy Beredyński, Bernard i Antoni Kowalscy, Zygmunt Ważyński, Alfred Leszkowski, Stanisław Balicki, Jan Dobraczyński, Jan Herbich i Kamil Dymowski. 
Utworzenie i działalność Zakonu spotkało się z życzliwym poparciem środowisk katolickich (pisma „Sodalis Marianus”, „Wiara i Życie”, „Posłaniec Serca Jezusowego”, ośrodek ks. Władysława Korniłowicza, SKMA „Odrodzenie”), pozostawał natomiast w konflikcie z ugrupowaniami narodowymi (Stronnictwo Narodowe i ONR-ABC). Negatywnie zostało też przyjęte przez wyższych wojskowych i sanacyjne władze, gdyż głoszone hasła wskazywały, że dotychczasowe kierownictwo, zarówno wojskowe, jak też cywilne, nie uosabia postulowanych cech charakteru. W tej sytuacji rozpoczęto śledztwo i w maju 1938 r. władze wojskowe zakazały Zakonowi prowadzenia dalszej działalności. Także i wśród środowisk katolickich istniały bardzo poważne wątpliwości co do faktycznych celów działania tego Zakonu.
Wobec zakazania działalności Zakonu przez władze wojskowe w armii, w jego miejsce wiosną 1938 r. powołana została sekcja wychowania moralnego przy Towarzystwie Wiedzy Wojskowej. Zarazem działalność Zakonu została przeniesiona poza wojsko: grupa cywilów m.in. (Stanisław Popiel, ks. Józef Jarzębowski, Zofia Kossak-Szczucka) wystąpiła do zarządu miejskiego Warszawy o rejestrację Rycerskiego Zakonu Krzyża i Miecza jako stowarzyszenia. Organizacja zamierzała koncentrować się na działalności wśród opiniotwórczej inteligencji, tworząc środowiskowe sektory m.in. pracowników szkół wyższych i środków przekazu oraz studentów. Ruch pozyskać miał ok. 500 zwolenników, zdobył m.in. wpływy w sodalicjach mariańskich).

## Program i organizacja
Organizacja stawiała sobie za cel zrealizowanie nauki Chrystusa w życiu państwa i zdobycie dla Polski przewodnictwa moralnego wśród narodów, rozwój sił duchowych narodu w oparciu o etykę katolicką, wychowanie mocnych i prawych ludzi – przewodników moralnych. W tym celu jej członkowie codziennie wieczorem brali udział w apelu do Jezusa Chrystusa i Maryi – Królowej Narodu Polskiego. Nawiązywano do tradycji rycerskich dawnej Polski. Dla członków Zakonu tradycja była czymś więcej niż zwykłym przywiązaniem do przeszłości, ale czymś żywym. Pragnęli oni odbudować dawny autorytet rycerza-żołnierza, który łączy swoje działania z głęboką wiarą. Przejawem tego miała być pogarda śmierci i hańby oraz miłość do Boga, Prawdy i Ojczyzny. Polska miała być krajem przeznaczonym do wielkich czynów, mocarstwowej pozycji i moralnego przewodniczenia narodom. Zanim to jednak nastąpi, musiała najpierw dojrzeć duchowo, w czym pomocna miała być etyka katolicka. Każdy z „rycerzy” miał wypełniać swoje obowiązki w przykładny sposób, stając się wzorem dla innych, jak też samemu kształtując w sobie zalety niezbędne do służby krajowi. Zakon miał ponadto bardzo silny charakter antykomunistyczny. 
Z powodu tajności działania do Zakonu nie można było się zapisać, a jedynie zostać przyjętym. Członkami mogli być tylko Polacy wyznania katolickiego. Upatrzonych kandydatów o właściwej postawie moralnej zapraszano na specjalne rozmowy przedstawiające cele i zadania organizacji. Następnie wypełniali oni kwestionariusze rozpatrywane przez kierownictwo. Przyjęci kandydaci przybierali sobie pseudonimy i tylko pod nimi byli znani w organizacji. Nie ograniczano się zresztą tylko do wojskowych, werbowano również nauczycieli, literatów, czy dziennikarzy.
Organizacyjnie Zakon miał być niezależny od innych struktur. Opierał się na zasadach "jednolitości duchowej", bezwzględnego posłuszeństwa i poufności (do organizacji nie można było wstąpić, a jedynie zostać zaproszonym). Zakon opierał się na systemie piątkowym. Pod względem organizacyjnym dzielił się na regimenty (warszawski i poznański, w stadium organizacji wileński), chorągwie (np. Chorągiew Politechniki Warszawskiej) i sekcje; wyodrębniony był też Samodzielny Korpus Akademicki. W czerwcu 1938 r. zaczął ukazywać się miesięcznik „Krzyż i Miecz”, wydawany na prawach rękopisu przez Zbigniewa Kurzynę jako organ wewnętrzny ruchu, w kwietniu 1939 r. pojawiło się pismo zewnętrzne „Biuletyn Dozbrojenia Moralnego Narodu” (redaktor Ludwik Tyborowski).
RZKM stawiał sobie za cel krzewienie idei „mocnego człowieka – przodownika moralnego” przez wychowanie członków w duchu samodyscypliny oraz ich oddziaływanie na swoje otoczenie. Członkowie mieli prowadzić samowychowawczą pracę nad sobą dbając o nieustanne doskonalenie się w życiu codziennym. Oznaczało to przede wszystkim osobiste apostolstwo w swym otoczeniu poprzez przykład i działalność społeczną w innych organizacjach, ale też oddziaływanie poprzez środki masowego przekazu i kulturę masową. W praktyce działalność wewnętrzna Zakonu przejawiała się w rekolekcjach, a zewnętrzna w odczytach.

## Okupacja niemiecka
Założyciel Zakonu, kpt. dypl. W. Polesiński, zginął jeszcze podczas wojny obronnej 1939 r. zestrzelony 16 września 1939 r. w rejonie Brześcia nad Bugiem. Pozostali członkowie, którzy nie dostali się do niewoli i pozostali w kraju, podjęli w 1940 r. działalność konspiracyjną pod nazwą Zakon Krzyża i Miecza. Organizację w podziemiu tworzyli: Jan Herbich, Zygmunt i Ludwik Kaczanowscy, Ludwik Kłobukowski, Zbigniew Kurzyna, Władysław Niedenthal, Stanisław Popiel, Saturnin Jarmulski; współpracowali z nimi m.in. ks. Jan Zieja i Zofia Kossak-Szczucka. Konspiracyjnymi organami prasowymi Zakonu były pisma „Polska Zbrojna Moralnie”, „O Polskę Chrystusową” i „W Służbie”. Blisko współpracowano z Frontem Odrodzenia Polski ale utrzymywano też kontakty z Robotniczą Partią Polskich Socjalistów. Działacze Zakonu, w tym przede wszystkim rtm. J. Włodarkiewicz, zakładali inną podziemną organizację – Tajną Armię Polską. W 1942 r. większość członków Zakonu wstąpiła do katolickiej Unii.